# Chijolito Milcahual
Chijolito Milcahual är en ort i Mexiko.   Den ligger i kommunen Ixhuatlán de Madero och delstaten Veracruz, i den sydöstra delen av landet, 190 km nordost om huvudstaden Mexico City. Chijolito Milcahual ligger 317 meter över havet och antalet invånare är 133.
Terrängen runt Chijolito Milcahual är kuperad. Runt Chijolito Milcahual är det ganska tätbefolkat, med 96 invånare per kvadratkilometer. Närmaste större samhälle är Benito Juárez, 16,6 km väster om Chijolito Milcahual. Trakten runt Chijolito Milcahual består till största delen av jordbruksmark.